# Schildkrötensee
Der Schildkrötensee (Kus Tba, von georgisch კუს „Schildkröte“ und ტბა „See“) ist ein See in der georgischen Hauptstadt Tiflis. Es handelt sich um einen kleinen See oberhalb des prestigeträchtigen Wohnviertels Wake. Der Name des Sees ist vermutlich auf die hier in großer Zahl anzutreffenden Schildkröten zurückzuführen. 
Der Schildkrötensee liegt auf einer Höhe von 686,7 m und wird vom Bach Varazis-Khevi gespeist, einem Zufluss des Mtkvari. Die Wasseroberfläche ist 0,034 km² groß und der See ist an der tiefsten Stelle 2,6 m tief. 
Der Schildkrötensee ist ein beliebtes Naherholungsgebiet für die Bewohner der Hauptstadt. Mit dem Distrikt Wake ist der See durch eine gut ausgebaute Straße sowie eine Luftseilbahn verbunden.

## Belege
- Apkhazava, I.: Kus Tba. Georgische Sowjet-Enzyklopädie (ქართული საბჭოთა ენციკლოპედია), vol. 6, p. 88. Tbilisi, 1983 (auf Georgisch).